# 가루루
가루루는 케로로 중사의 등장인물로, 가루루 소대의 대장이자, 계급은 중위. 기로로 하사의 친형이다. 성우는 오오츠카 아키오, 투니버스판에서는 정승욱이 맡았다.

## 인물
보라색 피부에 짙은 보라색 모자를 쓰고 있다. 계급장은 붉은색이며 그도 역시 벨트를 차고 있다. 노란 스나이퍼 고글을 착용하고 있으며 뱀같은 세로 동공의 붉은 눈을 가지고 있다. 눈은 가끔 한쪽씩만 보인다. 나레이터도 입에 담지못한 괴수(제제젯토토토소)의 이름을 멀쩡히 입에 담은적이 있다. 쿵쾅대는 중저음의 음악을 좋아한다 새오디오를 사서 인진 몰라도 음악을 들을 때 볼륨을 매우 크게 해서 듣는다. 가루루의 피해 만발 휴가에서 꼬마시절의 케로로와 기로로가 제대로 대화를 못할 정도로 음량을 크게 해놓고 듣는 장면이 나온다. 젓가락질에 취약하다. 대화시에 쓸데없이 시간을 끌어 상대방을 긴장하게 하는 버릇이 있는 듯하다. 공명속도는 보통 케로로소대 공명속도의 1.5~2배정도이다. 그리고
자신이 가장 아끼는 스나이퍼 라이플(GLL스나이퍼)를 무척 능숙하게 다룬다.
기로로와는 형제지간이다.

### 서열
아직까지 공개된 바로는 개구리 중사 케로로에서 거의 희박한 확률로 존재하는 장교이자 최선임자이며 케로로에게는 상급자에 해당된다. 또한 장교이니 만큼 상황에 따라 케로로를 꼼짝못하게 하기도 하지만 결국 케로로를 도와주는 역할이 그의 캐릭터 특성의 대부분을 차지한다. 만화나 소설 등에 가끔 등장하는 선역 보스급 캐릭터에 해당된다.(선역보스 캐릭터로는 KOF의 하이데른과 모탈 컴벳에서 설정상 신으로 분류되는 라이덴 등이 이에 해당된다.)

### 성격
기로로처럼 매우 무뚝뚝하고 냉철한 성격이어서 임무수행시에 비정하나 따뜻한 면도 있는 인격 탐지 불가의 인물이다.177화에서 등장한 가루루가 친절함을 보이는게 의문스러워 모아가 기로로에게 다중인격 아니냐고 하자 기로로가“녀석은 자로 잰듯하게 반듯한 군인이니까 공사를 구분하는 요령은 따를자가 없을정도지”라고 한것처럼 속내를 알수가 없는자 또한 아플 때와 131화를 빼고 한번도 휴가를 내지 않은 동생과 다르게 자주 휴가를 내는 듯하다. 어릴적부터 훈련소 내의 불량학생들도 알아볼 정도로 유명했던 듯하며 지략에도 능한 모습을 보여준다. 상대방이 의도하지 않았던 일을 찝어내며 상대를 과대평가하는 모습도 자주 보인다. 항상 진지하고 침착하며 별로 솔직하진 않은 듯하다.

### 취미
그의 취미는 밝혀진 바 없으나 소대 전원이 자만해지지 않게 하는데 총력을 기울이는 듯하다. 그리고 동생처럼 무기손질도 하는 것으로 보인다.

### 사용하는 무기
주로 180센티미터 길이의 스나이퍼 라이플을 쓰며 그의 문양이 새겨진 방패, 핀판넬 외에도 다양한 무기를 사용한다. 애니183화 가루루의 피해만발휴가에서 괴물화한 지지마-1004호라는 고구마를 물리칠 때 여러 종의 무기를 소환해서 전투를 해 스나이퍼 라이플만 쓰는 게 아니라는 걸 입증케 한다. 또한 원작에서 직접 개조한 GLL 슈퍼탑에너지포라는 바주카포를 사용하기도 한다.

### 능력
기로로보다 월등히 뛰어난 실력을 보유하고 있으며 교관의 기질이 엿보인다. 애니 케로로의 안녕 여름방학편에서 기로로의 그림일기에서 기로로가 그에게 코브라 트위스트를 당하는 것으로 보아 무예 실력도 만만찮다는 것을 입증케 한다.

### 형제
애니에서 첫 등장이 적대관계였던데다가 서로 보자마자 수류탄을 던지고 총을 쏴댄 만큼 콩가루 형제라고 인식하기 쉽지만 사실은 꽤 동생을 아끼는 듯하며 그들 소대에 도움을 준다. 어릴때 꼬박꼬박 '형아'라고 불러주던 동생이 지금은 이름으로 불러대니 꽤 거슬리는 듯하다. 결전24시전(101화)에서 기로로와 재회 후 첫 대사가 호칭에 관한 대사였으며 183화에서는 형이라 불러주자 상당히 기뻐했다. 정월 때는 지쳐보이는 기로로에게 "내가 대신 갈까?"라는 발언까지 한다. 기로로가 유년기일 때에도 가루루는 이미 소대 대장직을 맡고있었던 걸로 보아 둘의 나이 차이는 꽤 많이 나는 듯하며 가루루의 현재 상황이 대위진급예정자로서 추후에 중대 대장의 직함을 얻을 가능성이 매우 크다는 것까지 짐작할 수 있다. 그리고 꼬마 기로로의 대사를 보면 어릴 적엔 같이 놀아줬던 듯하다.

### 대화체의 특징
애니에서 보통 일본 남성이 자신을 지칭할 때 쓰는 '보쿠'나 '오레'가 아닌 격식을 차린 표현인 '와타시'를 사용하며, 임무수행 후 '작전완료(Mission complete)'나 '작전실패' 등을 붙이는 버릇이 있는 듯하다.

### 숨은 조력자
애니메이션 1기의 마지막화(51화)의 내용이 원작에서는 건강검진이 아닌 작전중지로 인해 케로로소대가 본부로 강제소환 된 상황이었는데 그때 그들이 무사히 지구로 돌아갈 수 있게끔 도와주는 역으로 처음 등장한다. 또한 케로로소대의 참담한 침략성과를 단위를 올려서 본부에 보고해 주기도 했으며 애니메이션 154화에서는 초거대 침략괴수(제제젯토토토소)에게서 그들을 돕기 위해 소대원들에게 여행이라고 속이고 도와주러 온적이 있다.

## 가루루의 호칭 리스트
| 이름   | 가루루를 부를 때 호칭                                                | 가루루가 부를 때 호칭 |
| ------ | -------------------------------------------------------------------- | --------------------- |
| 케로로 | 가루루 중위님, 기로로의 형                                           | 케로로 중사, 케로로군 |
| 기로로 | 가루루, 너, 형(어쩌다 가끔 곧바로 잘못 나온 거라고 하며 수정해 버림) | 기로로, 너            |
| 쿠루루 | 크크큭크르큭                                                         | 쿠루루 상사           |
| 도로로 | 가루루님                                                             | 제로로 병장           |
| 후유키 | 기로로의 형                                                          | 지구인 소년           |
| 나츠미 | 기로로의 형, 가루루                                                  | 지구의 여자솔져       |
| 타루루 | 가루루 중위님, 대장                                                  | 타루루, 타루루 상등병 |
| 토로로 | 대장                                                                 | 토로로, 토로로 신병   |
| 조루루 | 가루루, 너, 대장                                                     | 조루루, 조루루 병장   |
| 푸루루 | 가루루 대장                                                          | 푸루루, 푸루루 간호장 |

## 같이 보기
- 케로로 중사
- 기로로 하사
- 타마마 이등병
- 쿠루루 상사
- 도로로 병장